# Prensuèjols
Prensuèjols (en francès Prinsuéjols) és un municipi francès situat al departament del Losera i a la regió d'Occitània.